# 叔仲皮
叔仲皮（?—?），中国春秋时期鲁国政治人物，叔牙曾孙，武仲休之孙，叔仲惠伯之子。
叔仲皮生子柳。叔仲皮去世，子柳之妻鲁人，丧服斩衰，头上用缪绖。叔仲皮的弟弟叔仲衍请改成繐衰，头上用环绖。子柳说原来我姑姑姊妹去世也是这样，我没有禁止。回去让其妻改成繐衰，头上用环绖。